# Hermance
Pour la rivière, voir Hermance (rivière).
Hermance est une commune du canton de Genève en Suisse au bord du Léman.
Historiquement, la ville sera longtemps savoyarde. Elle sera même le siège de la châtellenie savoyarde d'Hermance. À compter du congrès de Vienne achevé le 9 juin 1815, la rivière l'Hermance qui borde la partie orientale de la commune, marque la frontière entre le canton de Genève et le duché de Savoie, puis à compter de 1860, avec la France.

## Géographie

### Situation
Hermance se situe sur la rive sud du Léman et plus précisément au bord de la section dite « Petit-Lac », soit l’extrémité sud-ouest du lac soit la partie entre l'axe Yvoire–Promenthoux et Genève.
Située à l'extrémité orientale du canton de Genève, entre le Léman et la frontière séparant la Suisse de la France, la commune est limitrophe d'Anières et de la France (commune de Chens-sur-Léman dans le département de la Haute-Savoie).
Depuis la rive lacustre d'Hermance, notamment depuis son vieux port, on peut observer les communes vaudoises de Coppet, dominée par son château et de Tannay.

### Description
La localité se présente sous la forme d'un modeste bourg blotti entre la rive du Léman et la rivière Hermance qui fait office ici de frontière nationale. Ce bourg est composé d’une partie basse, construite selon un plan de rues étroites faisant face au Léman, et d’une partie haute, dominée par la tour d’Hermance.
Le village abrite, en outre, le site du vallon de l'Hermance qui est protégé depuis 1979 à partir du pont de Crévy jusqu'au bourg. Ce même site est répertorié comme site d’importance nationale pour la biodiversité par le WWF et l'organisation Bird Life International.
La commune d'Hermance s'étend sur 1,44 km2. Lors du relevé de 2013-2018, les surfaces d'habitations et d'infrastructures représentaient 30,6 % de sa superficie, les surfaces agricoles 56,3 %, les surfaces boisées 12,5 % et les surfaces improductives 2,1 %. Étant donné sa superficie il s'agit la deuxième plus petite commune du canton, classée juste derrière la commune de Chêne-Bourg (128 hectares), mais devant celle de Perly-Certoux (253 hectares).

### Hydrographie

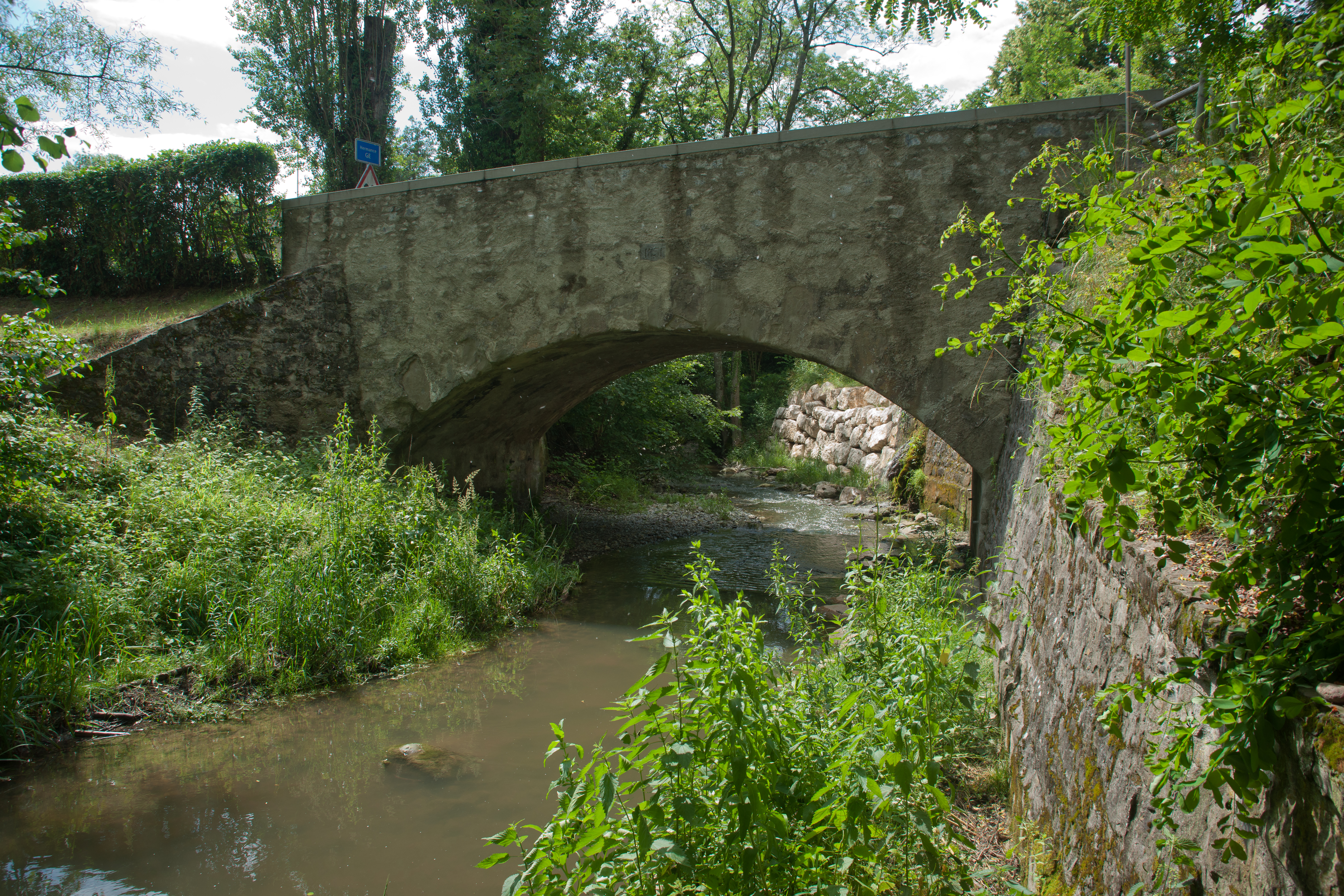
Le vieux pont à Hermance sur l'Hermance.

Principal cours d'eau de la commune, séparant la France de la Suisse, l'Hermance possède un cours d'une longueur de 13 km. Celle-ci prend sa source en Haute-Savoie puis s'écoule le long de la frontière franco-suisse jusqu'à son arrivée dans le Léman. L’Hermance a un régime pluvial, lié également à la fonte nivale avec de hautes eaux en saison froide et de basses eaux en saison chaude, typique de la région lémanique.
La rivière prend sa source à une altitude de 563 mètres, à l’extrémité sud-ouest de la longue zone marécageuse qui s’étire de Loisin à Veigy, en Haute-Savoie. Après un parcours, en partie canalisé, son arrivée en Suisse correspond à un petit vallon boisé durant ses 6,5 derniers kilomètres avant de se jeter dans le lac sous la forme d'un delta naturel, reconstitué récemment par les autorités cantonales.

### Géologique
Le territoire de la commune s'inscrit dans le cadre géologique du bassin de l’Hermance. Les différentes formations géologiques affleurantes au niveau de ce bassin sont :
- la molasse originaire de l'âge Tertiaire composée d’alternance de grès et de marnes 
- le dépôt alluvionnaire ancien composé de sables et de graviers
- la moraine würmienne avec un dépôt de nature argilo-limoneuse 
- des sédiments alluvionnaires récents formant un delta au niveau du Léman associé à une ancienne terrasse Holocène.

### Climat
Comme l'ensemble du bassin lémanique, Hermance bénéficie d'un climat tempéré chaud avec des précipitations importantes, en raison de sa proximité avec les massifs alpin et jurassien.
La présence du Léman adoucit les températures et donne un climat « lacustre »  où se mêlent à la fois les influences continentales et méditerranéennes, ce qui a pour conséquence de modérer le climat. Les étés y sont agréablement chauds, et les hivers plutôt froids avec des périodes de gel qui peuvent être importantes dans leurs durées et leur intensité.

## Urbanisme

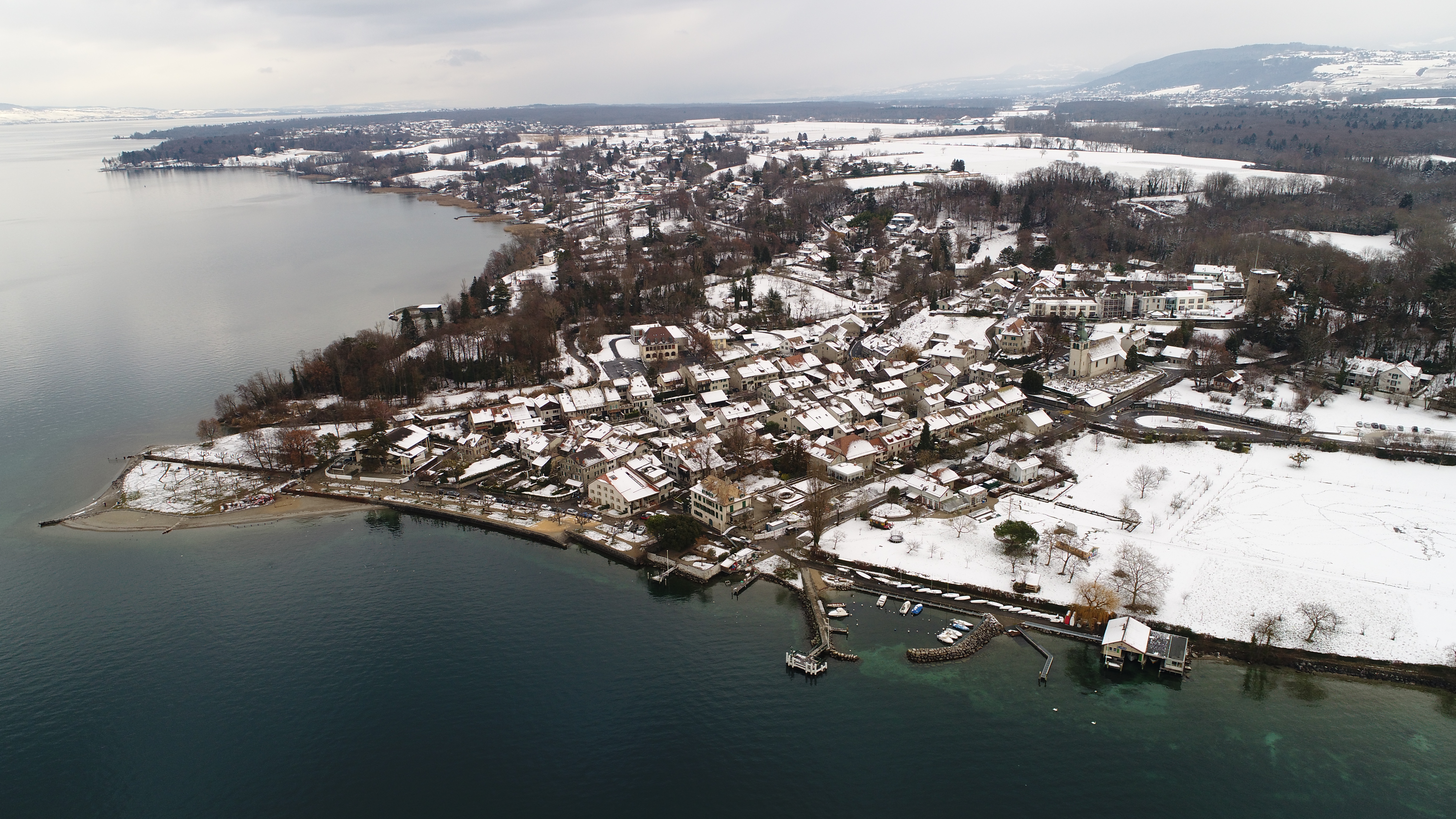
Vue aérienne d'Hermance (janvier 2017).

### Morphologie urbaine
Hermance, commune assez éloignée du centre de la métropole genevoise, a su garder une identité très pittoresque. Fondé vers le milieu du XIIIe siècle, ce bourg constitue un bel exemple de ville neuve médiévale. Son mur d'enceinte, souvent conservé dans les maçonneries des maisons privées qui s'y sont appuyées, entoure la ville selon un tracé qui a pu être largement reconstitué. Au sud-ouest du Bourg-Dessus se dresse l'ancien donjon des Dauphins, grande tour circulaire bâtie vers 1337-1338 sur l'enceinte du castrum. L'église, appuyée elle aussi au mur d'enceinte, a fait l'objet de fouilles
En 2017, Hermance s'est associée avec les communes voisines d'Anières et de Corsier, afin de créer la voirie intercommunale du Coheran. Un régime de stationnement a été mis en place dans l'ensemble du domaine public du village, la commune ayant prévu des vignettes destinées aux visiteurs de la commune.

#### Le port et les rives du lac
Le port d'Hermance compte 159 places d'amarrage dont 20 places dans le vieux port, dit « Port des mouches ».

### Quartiers, hameaux et lieux-dits
La commune, de petite superficie, présente un nombre limité de quartiers ou lieux-dits, tels que :
- le Bourg
- les Clots
- les Glerrets
- la Baronne
- les Murets
- les Pâquettes
- les Chenaillettes
- les Glands
- les Triaz
- les Bailly
- la Croix de Bailly
- les Couty
- les Tuilières
- les Villard-dessus
- les Luches
- les Belossières
- les Chancelants
- les Champs Magnin
- les Champs Bardet

### Transport et navigation
Il est possible de se déplacer grâce aux Transports publics genevois qui passent par trois arrêts de bus à Hermance : Hermance-village, Triaz et Villars. Ces arrêts sont traversés par les lignes E et 38.

Il est également possible de se déplacer par voie maritime grâce à la CGN qui permet un transport dans tout le lac Léman, à partir du débarcadère d'Hermance.

## Toponymie
Les formes anciennes sont Ermentia, Eremencia (1271), Hermencia (1326). Sur la Carte de Cassini utilise le terme  Hermanche.
La rivière Hermance a donné son nom à la commune[réf. nécessaire]. Le nom de la commune semble d'origine burgonde, c'est-à-dire germanique orientale, dérivant d'un primitif *[H]arimôdingos, « chez les [H]arimôdingi » (voir Perrenot).
Ce nom fréquent dans le Sud-Est de la France est dérivé de l'ancien occitan erm / herm désignant un lieu désert parce qu'infertile et généralement éloigné des habitations ; du latin eremus « désert, solitude » (=> ermite). Le nom se termine par le suffixe -antia fréquent dans les noms de lieux de Savoie et du Dauphiné cf. Abondance.[réf. nécessaire]

## Histoire

### Préhistoire et Antiquité
Entre 27 000 à 20 000 ans avant notre ère, les glaciers atteignent leur extension maximale et s'étendent jusqu'à Lyon. Les Alpes et la région lémanique sont sous les glaces. Vers -16 000 ans, le glacier recule et laisse sa place à une rade dans le secteur genevois.
Autour de −13 000 ans avant notre ère, des groupes de chasseurs du Magdalénien parcourent la région lémanique à la suite des troupeaux de rennes ou d'équidés. Ces chasseurs établissent leur campement dans la région de Veyrier, non loin du Salève à une dizaine de kilomètres d'Hermance. Le niveau du Léman descend alors  ensuite progressivement, laissant place à la rive actuelle. Vers la fin du Néolithique, des paysans s'installent dans le bassin lémanique entre Genève et Évian et occupent les zones littorales. Des céramiques, datée de -3856 ont été découvertes du site littoral de Corsier-Port à moins de 5 kilomètres d'Hermance. Ce site palafittique est ainsi classé au patrimoine mondial de l'UNESCO ainsi que comme bien culturel suisse d'importance nationale. Dans la région, les premiers objets en bronze fabriqués localement apparaissent autour de -2200. Des restes de village lacustre seront également découverts le long de toute la rive du Léman entre Hermance et Évian-les-Bains.

### Moyen Âge et Renaissance

Vue partielle de la tour en ruine du château et ses environs (1902).

Des sépultures estimées des débuts du Moyen Âge, ont été découvertes dans les environs d'Hermance. Elles indiquent qu'une tribu burgonde de la période mérovingienne a très probablement vécu près d'ici. Un château fort s'élevait au sommet de la colline qui domine le bourg. Selon sa position et les vestiges encore en place, ce château devait s'intégrer dans les fortifications de la ville et possédait, en outre, son propre mur d'enceinte du côté du bourg d'Hermance.
Le village d'Hermance entouré par son enceinte médiévale est fondé par le baron Aymon II de Faucigny, au milieu du XIIe siècle. Son église est reconnue, à la même époque par une bulle du pape Innocent IV,,. Lors du conflit delphino-savoyard, le château passe de la petite-fille du baron Aymon II de Faucigny, Béatrix de Faucigny, à sa tante.
Selon les Mémoires et Documents publiés par la Société d'histoire et d'archéologie de Genève (tome XXXIX), publiés par Alexandre Jullien, à la suite d'une guerre qui oppose les comtes de Genève et les comtes de Savoie, « en mai 1325, le vidomme de Genève, Hugues de Felins et le bailli du Chablais, Gallois de la Baume allèrent incendier les environs d'Hermance et des Allinges ». Ces faits d'armes sont renouvelés au cours des combats précédant la cession définitive du Faucigny au comté de Savoie : en juillet 1353, le vidomne de Genève incendie Corsier et la maison de Perret de Conches, et le 28 janvier 1354 c'est au tour du châtelain d'Allinge-Neuf et Thonon de porter le feu "à Conches près d'Hermance".
La baronnie de Faucigny passe définitivement dans le giron de la maison de Savoie en 1355. Elle devient le siège de la châtellenie savoyarde d'Hermance.

### Époque Moderne et contemporaine
Durant la Révolution française, en 1792, les troupes républicaines françaises pénètrent dans le Chablais savoyard et la République crée le département du Mont-Blanc, puis avec l'annexion de Genève en 1798, le département du Léman. Hermance est doté d'un Conseil municipal, d'un maire et d'un adjoint. L'état civil est créé.
Hermance est cédé par la Savoie et réuni au canton de Genève, à la suite de la signature du traité de Turin le 16 mars 1816 effectuée par le roi de Sardaigne, Victor-Emmanuel Ier de Savoie, et Charles Pictet de Rochemont, représentant la Confédération suisse et le canton de Genève. La frontière est fixée sur la rivière Hermance, la commune abandonne une partie de son territoire rural qui reste en Savoie sarde.
La construction d'une route sur la rive gauche du Léman, achevée en 1851 relie Genève à Hermance. Durant la même période se créent le quai et le débarcadère pour les bateaux. En 1873, un service régulier de vapeurs dessert le port, permettant de joindre les autres villes du bassin lémanique.

#### LeXXesiècle
Dès 1901, un tramway électrique unit Genève à Hermance, terminus de la ligne. Celui-ci est remplacé par un service d'autobus en 1958. Au cours du XXe siècle et du siècle suivant, le village perdra petit à petit son activité essentiellement tournée vers l'agriculture et la pêche pour héberger essentiellement des travailleurs du Grand Genève attachés au secteur tertiaire.

## Population et société

### Gentilé
Les habitants de la commune se nomment les Hermançois ou les Hermanciens.

### Démographie
La commune compte 1 236 habitants au 31 décembre 2023 pour une densité de population de 858 hab/km2. Sur la période 2010-2023, sa population a augmenté de 31,9 % (canton : 14,6 % ; Suisse : 9,4 %).  

### Sport
En rugby à XV, l'Hermance Région Rugby Club (HRRC), est fondé en 1971 et évolue depuis 1974 en ligue A. Le club a remporté onze fois le championnat suisse et huit fois la coupe suisse en réalisant six fois le doublé ce qui en fait le club le plus titré de Suisse.

## Politique

### Administration
L'exécutif de la commune d'Hermance compte trois membres : le maire de la commune et deux adjoints. Les membres sont élus pour une période de cinq ans. L'exécutif de la commune, entré en fonction le 1er juin 2020, se compose de la façon suivante :
| Identité                | Étiquette         | Étiquette | Fonction | Dicastères                                                       |
| ----------------------- | ----------------- | --------- | -------- | ---------------------------------------------------------------- |
| Karine Bruchez Gilberto | Hermance Ensemble |           | Maire    | Finances (déléguée) Scolaire (déléguée) Social (déléguée)        |
| Pascal Renaud           | Vivre Hermance    |           | Adjoint  | Sports (délégué) Culture (délégué) Manifestations (délégué)      |
| Philippe Tagliabue      | Vivre Hermance    |           | Adjoint  | Développement durable (délégué) Urbanisme et Bâtiments (délégué) |

Le conseil municipal d'Hermance (pouvoir législatif de la commune) compte treize membres. Les conseillers municipaux sont élus pour une période de cinq ans. Le Conseil municipal exerce des fonctions délibératives et consultatives mais il ne peut pas rédiger des lois. À la suite des élections municipales du 23 mars 2025, le conseil municipal est renouvelé et est représenté de la manière suivante :
| Parti         | Voix | Suffrages en % | +/-    | Sièges  | +/- |
| ------------- | ---- | -------------- | ------ | ------- | --- |
| Hermance Unie | 358  | 100,00 %       | 100,00 | 13 / 13 | 13  |

### Liste des maires
| Période                                  | Période      | Identité            | Étiquette | Étiquette | Qualité                                             |
| ---------------------------------------- | ------------ | ------------------- | --------- | --------- | --------------------------------------------------- |
| Les données manquantes sont à compléter. |              |                     |           |           |                                                     |
| 1er juin 1991                            | 18 mars 2014 | Bernard Laperrousaz |           | PLR       | Décède en mars 2014 Adjoint au maire de 1983 à 1991 |
| 2 novembre 2014                          | en cours     | Karine Bruchez      |           |           | Adjointe au maire de 2011 à 2014                    |

### Jumelages
Hermance est jumelée depuis 1996 à la commune française de Saint-Christophe-des-Bardes, située dans le département de la Gironde, en région Nouvelle-Aquitaine.

## Culture et patrimoine

### Héraldique
| Blason | Blasonnement : De gueules à trois pals d'or chargés de dix billettes d'azur, 3, 4 et 3. Commentaires : Ces armoiries, adoptées par le Conseil municipal en 1924, reproduisent, selon un sceau de 1221, les armes d'Aymon II de Faucigny, seigneur d'Hermance. |

### Patrimoine bâti
L'église Saint-Georges ainsi que la Tour et restes de l'enceinte sont classés à l'inventaire suisse des biens culturels d'importance régionale.

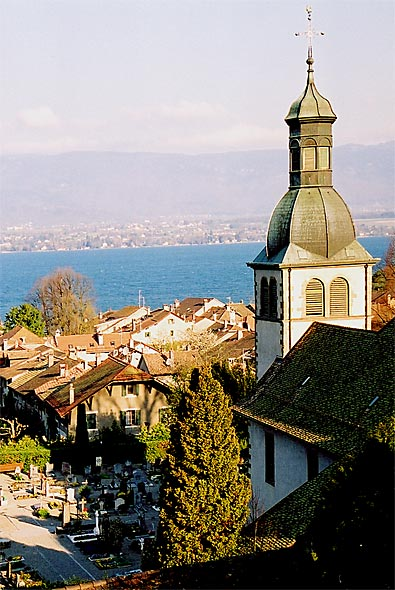
L'église Saint-George.
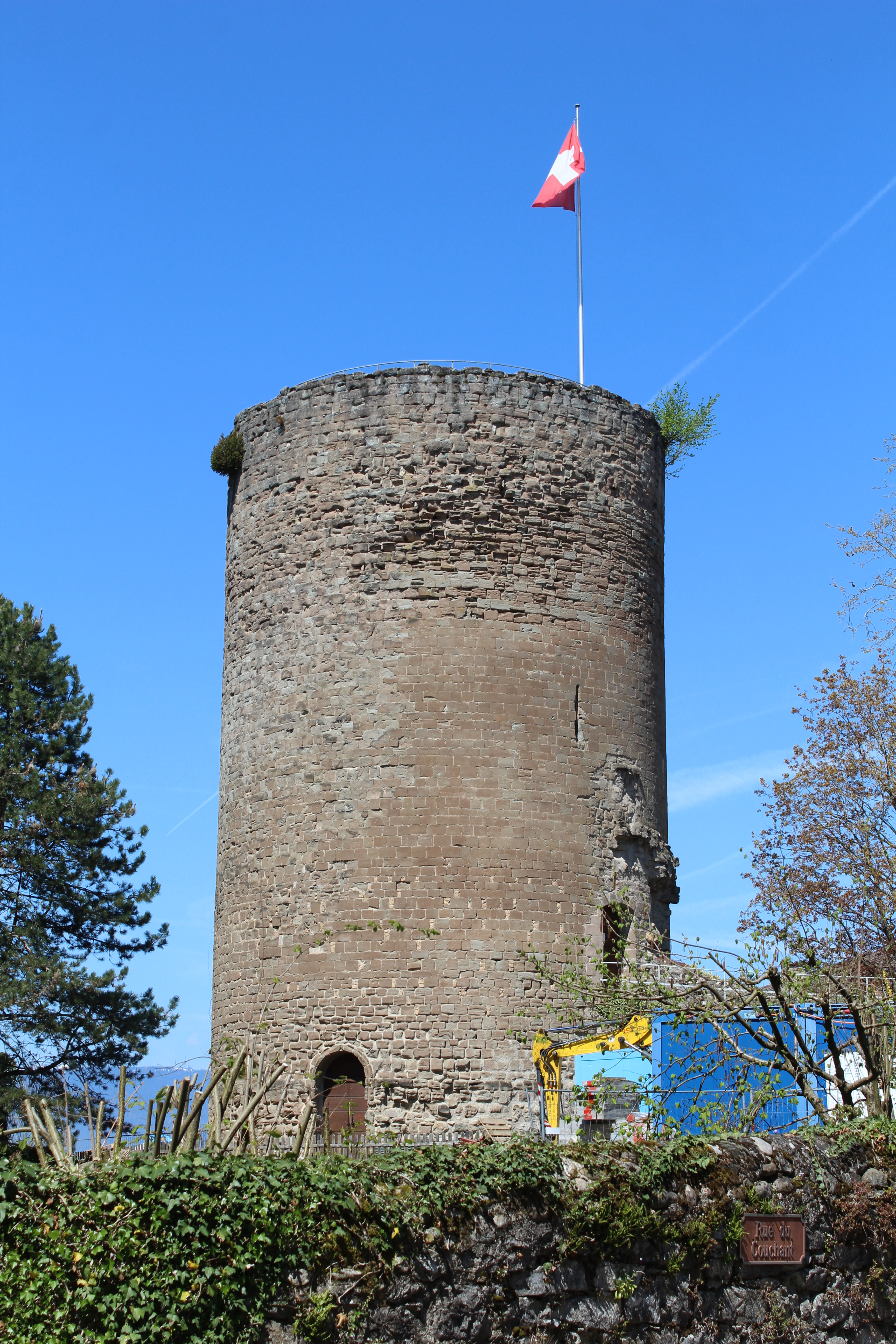
La tour d'Herman- ce.
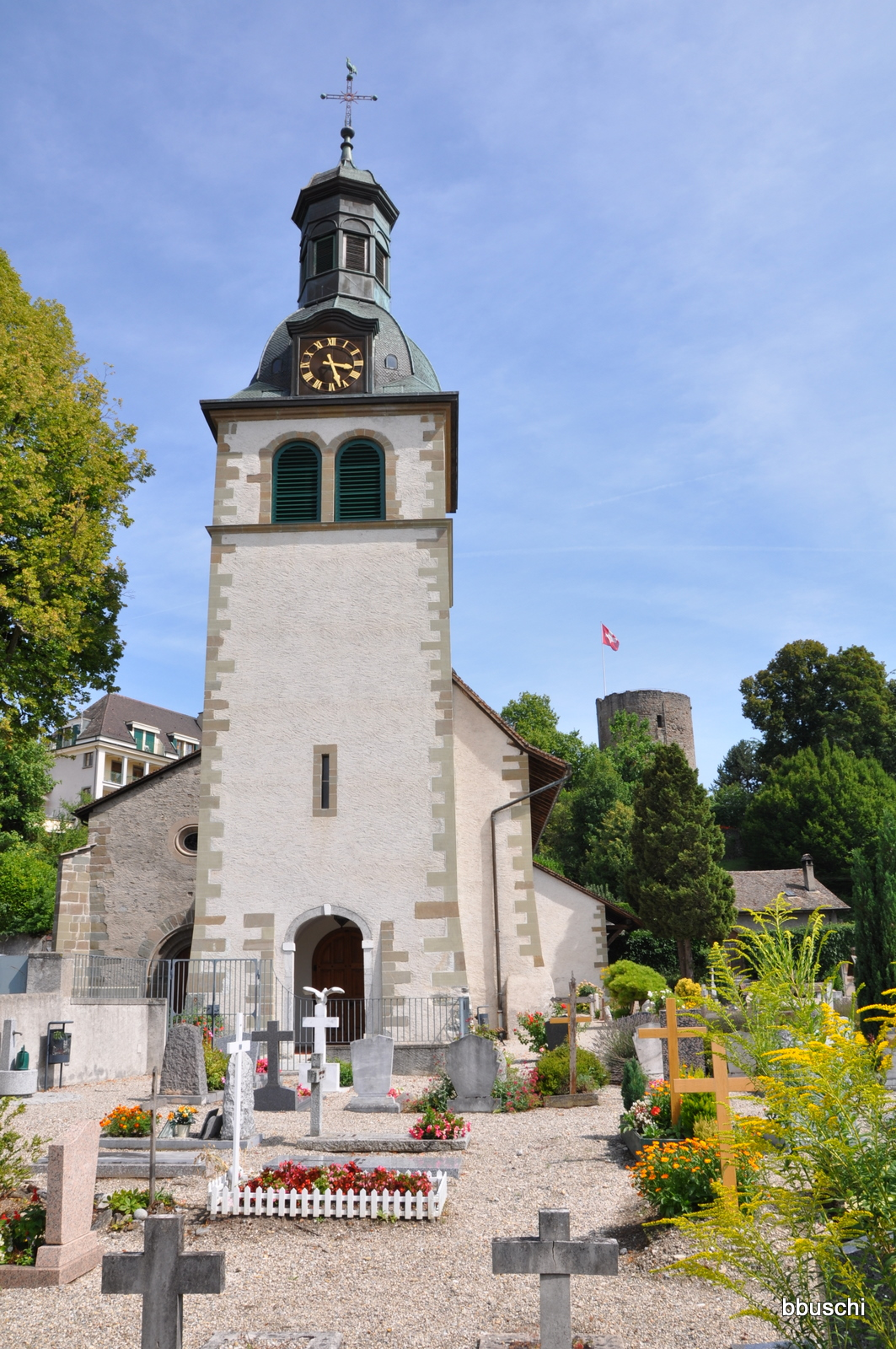
L'église Saint-George et la tour en arrière-plan.
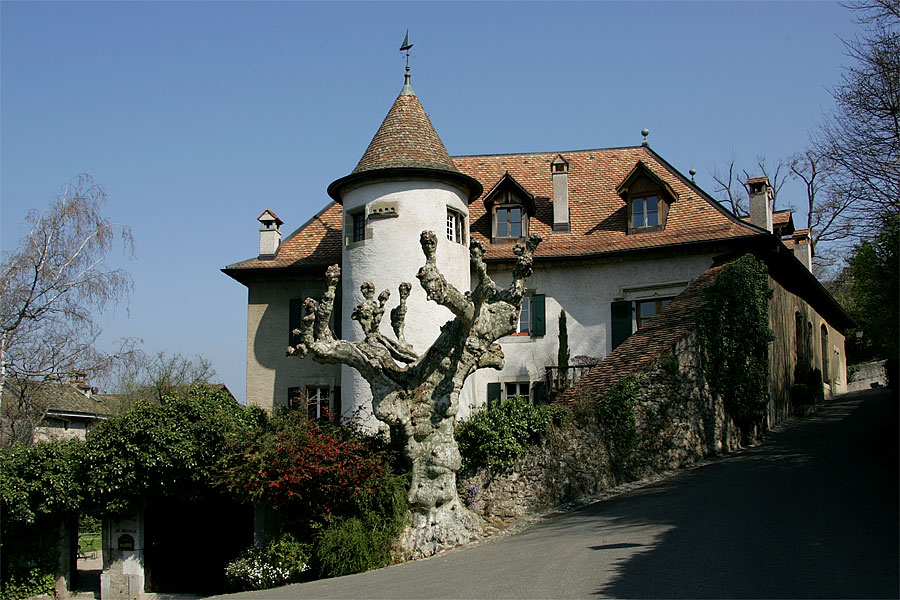
La mairie d'Hermance.

### Personnalités liées à la commune
- François-Isaac Mayor (1779-1854), médecin et archéologue, mort à Hermance ;
- Pierre-Joseph Ravel (en) (1832-1908), inventeur, père de Maurice Ravel, a séjourné à Hermance.
- Armand Guéry (1853-1912), peintre, a réalisé plusieurs tableaux à Hermance.
- Adriaan Pelt (1892-1981), journaliste et fonctionnaire des Nations unies, est mort à Hermance.
- Marcel Vidoudez (1900-1968), illustrateur et aquarelliste, a vécu à Hermance.
- André Roch (en) (1906-2002), alpiniste, est né à Hermance.
- Bernard Vifian (1944-2012), coureur cycliste, est né à Hermance.

## Voir aussi

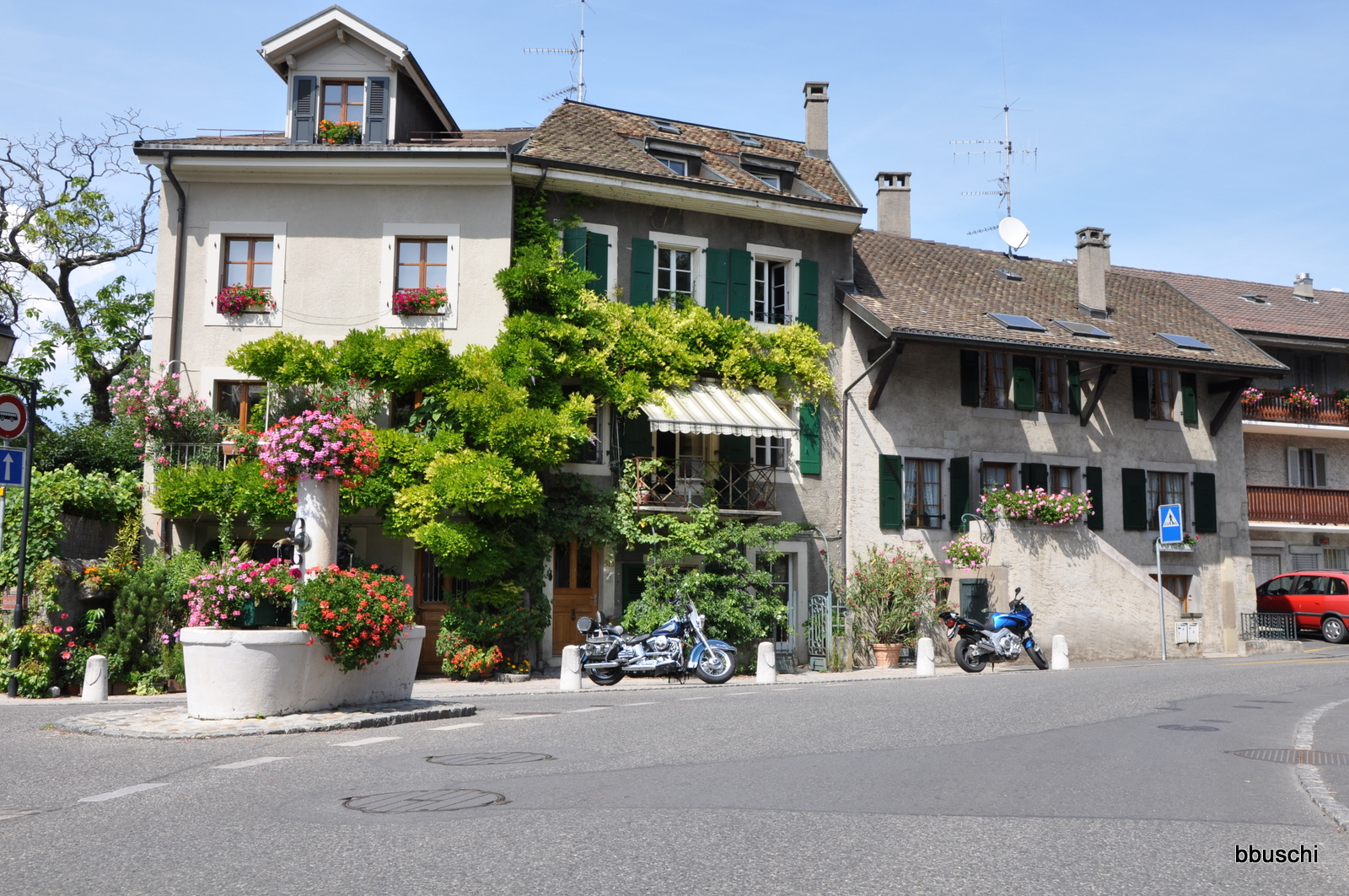
La place de la Fontaine dans le Bourg.